# Николо-Дворищенский собор
Нико́ло-Двори́щенский собо́р (Никольский собор на Ярославовом Дворище) — недействующий православный храм в Великом Новгороде, один из древнейших храмов города. Был заложен в 1113 году на территории Ярославова дворища князем Мстиславом Владимировичем, однако освящён только 23 года спустя, 5 декабря 1136 года. Отдельно стоящая шатровая колокольня построена в 1684—1685 годах.

## История
Завершённый в год основания Новгородской республики (в том году новгородцы изгнали киевского князя Всеволода Мстиславича, ликвидировав тем самым свою зависимость от Киева), Николо-Дворищенский собор стал главным вечевым храмом Новгорода. Перед одним из входов в него до падения новгородской независимости собиралось общегородское вече.

Археологические раскопки, проходившие в 1930—1940-е годы в районе храма, не обнаружили никаких явных следов вечевой площади. С точки зрения Валентина Янина вече собиралось на неисследованном участке перед главным (западным) входом в храм. Площадь была небольшой (1200—1500 м²) и, по мнению Янина, вмещала лишь представительные, но не всенародные сходы, состоявшие из нескольких сот вечников. 

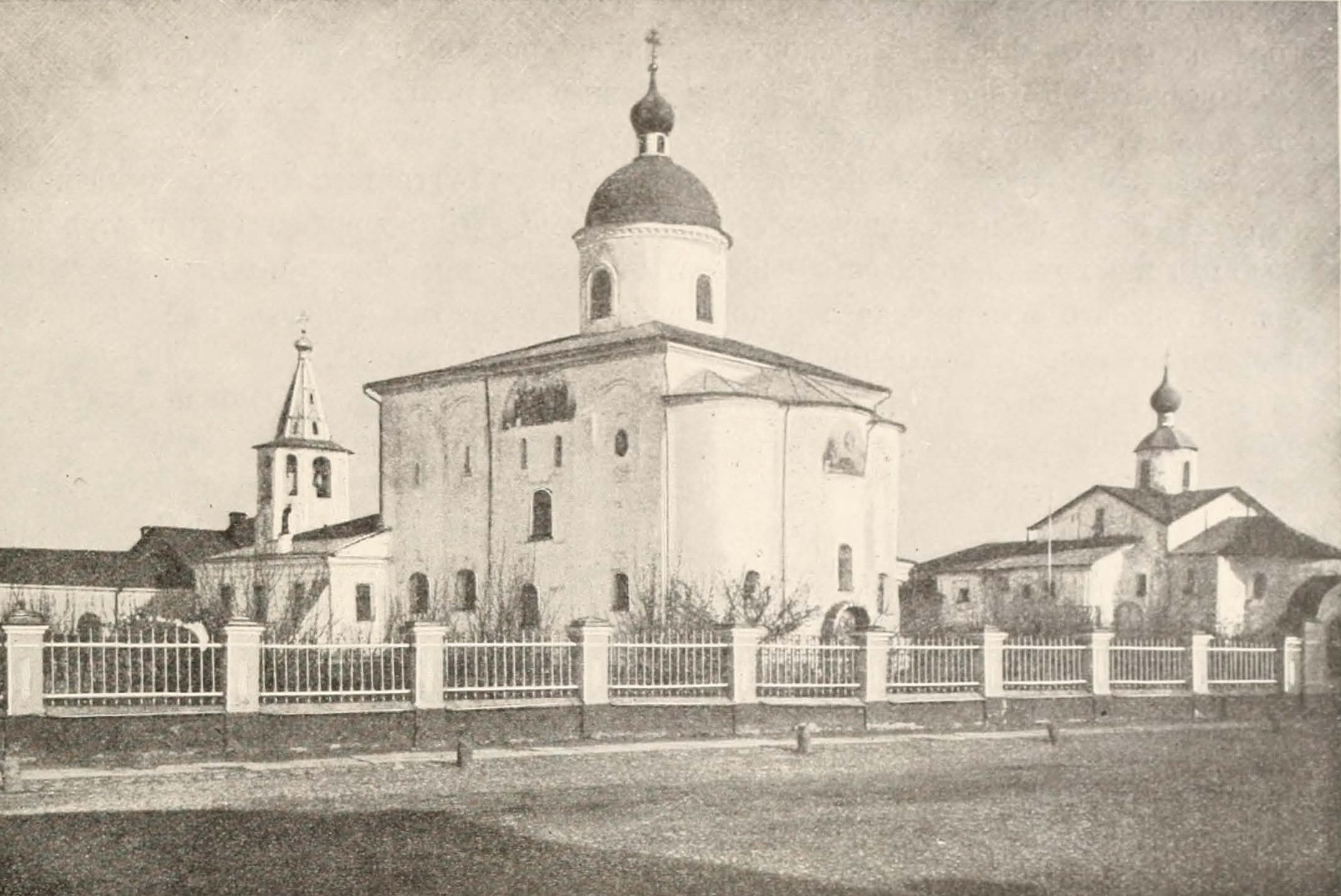
Вид здания до реставрации

Однако вечевой Николо-Дворищенский собор был свидетелем не только легитимных собраний. Кроме обычных собраний, начиная с 1228 года перед ним собирались простонародные «коромольные» веча. С этого времени составлявшие большинство свободного мужского населения города рядовые новгородцы не шли на просторную площадь перед Софийским собором, где тоже был вечевой колокол. Напротив, они собирались в смертельной давке вокруг небольшой вечевой площадки, демонстративно выражая протест против собиравшихся здесь легитимных сходов.
Начиная с 1218—1219 годов, во время межкончанской борьбы, перед собором создавало давку (правда, чуть меньшую) мужское население Торгового «пола» Новгорода. Являясь святым местом, вечевой собор обеспечивал неприкосновенность тем, кто спасался в нём от гнева официального вечевого схода (как в 1269 году) или же от расправы крамольной толпы простонародья, как это было в 1338 году. Тогда на легитимном сходе было принято решение запереть в нём нелюбимого новгородской чернью архимандрита Есифа. В результате, «коромольници» вынуждены были «нощь и день» стеречь его перед входом в храм, но войти внутрь не смели. Правда, вынуждено прятаться в храме не считалось почётным — так, в 1338 году даже симпатизировавший запертому в храме от черни архимандриту официальный новгородский летописец отметил: «а оже кто в под другом копает яму, сам впадется в ню». В 1342 году во время межкончанской розни знатного неревского боярина Матвея Коску насильно «всадиша в церков». Даже являясь главным вечевым храмом города, статус собора Никола Дворищенский получит уже в Московский период. В эпоху новгородской независимости он считался лишь приходской церковью.
До того как собор стал главным вечевым храмом, он, по мнению Т. Ю. Царевской, минимум по 1136 год находился под юрисдикцией приходящих в Новгород русских князей. Правда, считается, что княжескую резиденцию перенесли с Ярославова дворища за город на Рюриково городище ещё в XI веке. Тем не менее в 1136 году (уже после отделения Новгорода от Киева) князь Святослав Ольгович назло новгородцам «венцася своими попы у Святого Николы». В официальной новгородской летописи подчёркнуто, что новгородский владыка Нифонт заявил, что Святослав недостоин своей суженой — «не достоить ея пояти». Однако новгородцы, хоть уже и основавшие независимую республику, тем не менее не смогли воспрепятствовать венчанию в княжеском храме.

## Архитектурные особенности

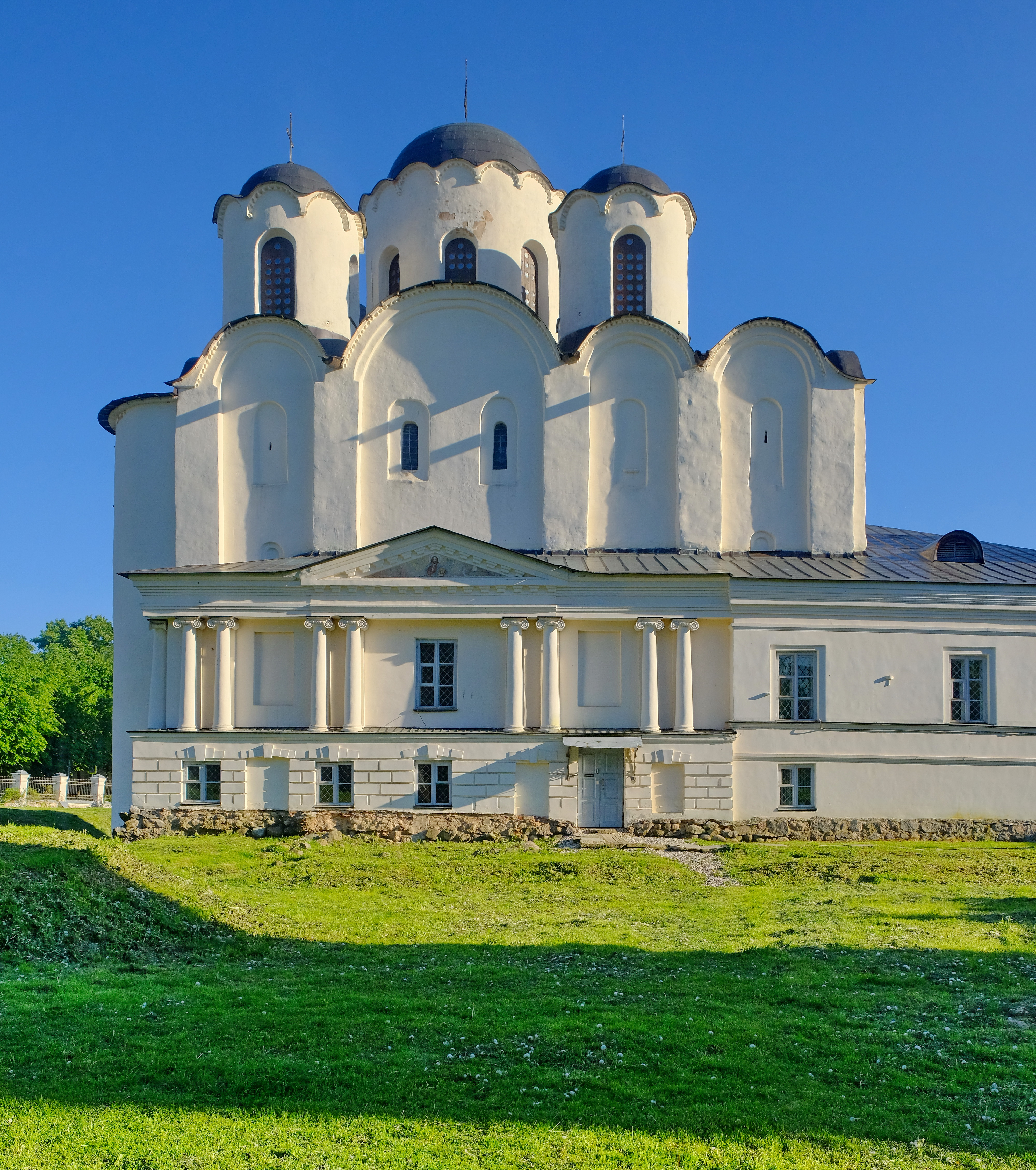
Поздняя пристройка в стиле классицизма

Николо-Дворищенский собор занимает главное место в архитектурном ансамбле новгородского Торга, где находилось ещё девять церквей. Он представляет собой обширную парадную постройку; это пятиглавый шестистолпный трёхапсидный храм с нартексом, в его очертаниях внятно прочитывается влияние Софии, напротив которой он и располагался. Архитектурный декор фасадов Никольского храма сдержан и строг, они расчленены лопатками на прясла и завершаются простыми закомарами.
Внутреннее пространство храма разделено шестью крещатыми в плане столбами на три нефа, из которых средний много выше боковых; каждый неф завершён подковообразной апсидой. В целом архитектура собора отвечает древнерусской архитектурной традиции начала XII века.
В первые годы своего основания собор был расписан фресками. Однако из всего их богатства сохранились лишь небольшие фрагменты: сцены «Страшного суда» на западной стене, три святителя в центральной апсиде и «Иов на гноище» на юго-западной стене — фреска с изображением страданий Иова Многострадального, на которого дьявол нагнал болезнь. Его жена, чтоб не заразиться, вынуждена была кормить его с палки. Ныне этот бесценный памятник древнерусской живописи оказался в позже образованном за счёт поднятия пола храма подцерковье. К тому же как бы в подвале — почти за 900 лет культурный слой поднялся на 1,5 метра.
Лестницы, расположенной рядом с фреской, прежде не существовало. На полати входили с наружной стороны храма, где с западного угла южной стороны по-прежнему видны следы нетипичного для сводчатых окон храма большого прямоугольного дверного проёма. Прежде считалось, что проход осуществлялся через подвесную галерею, шедшую от стоявшего рядом деревянного старинного дворца Ярослава Мудрого. Однако проходившие летом 2007 года раскопки с южной стороны храма опровергли тезис о расположении рядом дворца. Очевидно, вместо галереи использовалась наружная лестница.

## Советский период
Сведений о закрытии Никольского собора после революции 1917 года не обнаружено. Сохранились документы, свидетельствующие, что в июне 1921 года собор был действующим. В 1922 отдел управления Новгородского губисполкома закрепил за верующими право на «бесплатное бессрочное пользование Никольского собора с приписными церквами». Вместе с тем, с 1933 года собор был доступным для посетителей, совместив в себе функции храма и музея.
В период немецкой оккупации в годы Великой Отечественной войны в соборе была устроена казарма для солдат. В результате артиллерийских обстрелов были повреждены кровля и верхние части здания. Через весь древний объём с востока на запад прошла трещина в кладке стен, сводов и арок. Трещины появились в южном, северном коробовых сводах, в стене южной апсиды. В западном притворе были уничтожены перекрытие и крыша. Храм был возвращён верующим в 1945 году.
В 1946 году патриарх Алексий I подписал обращение в Совет по делам Русской православной церкви при Совете министров СССР с просьбой разрешить общине верующих при Никольском соборе восстановить западную пристройку собора и обустроить в ней зимнюю церковь. Ходатайство было удовлетворено. В 1953 году на средства прихожан была отремонтирована соборная колокольня.
Вторично закрыт во время хрущёвских гонений на религию в 1962 году, после чего в соборе была размещена экспозиция научно-атеистического отдела Новгородского государственного объединённого музея-заповедника, в куполе — городской планетарий.

## Исследования и реставрация

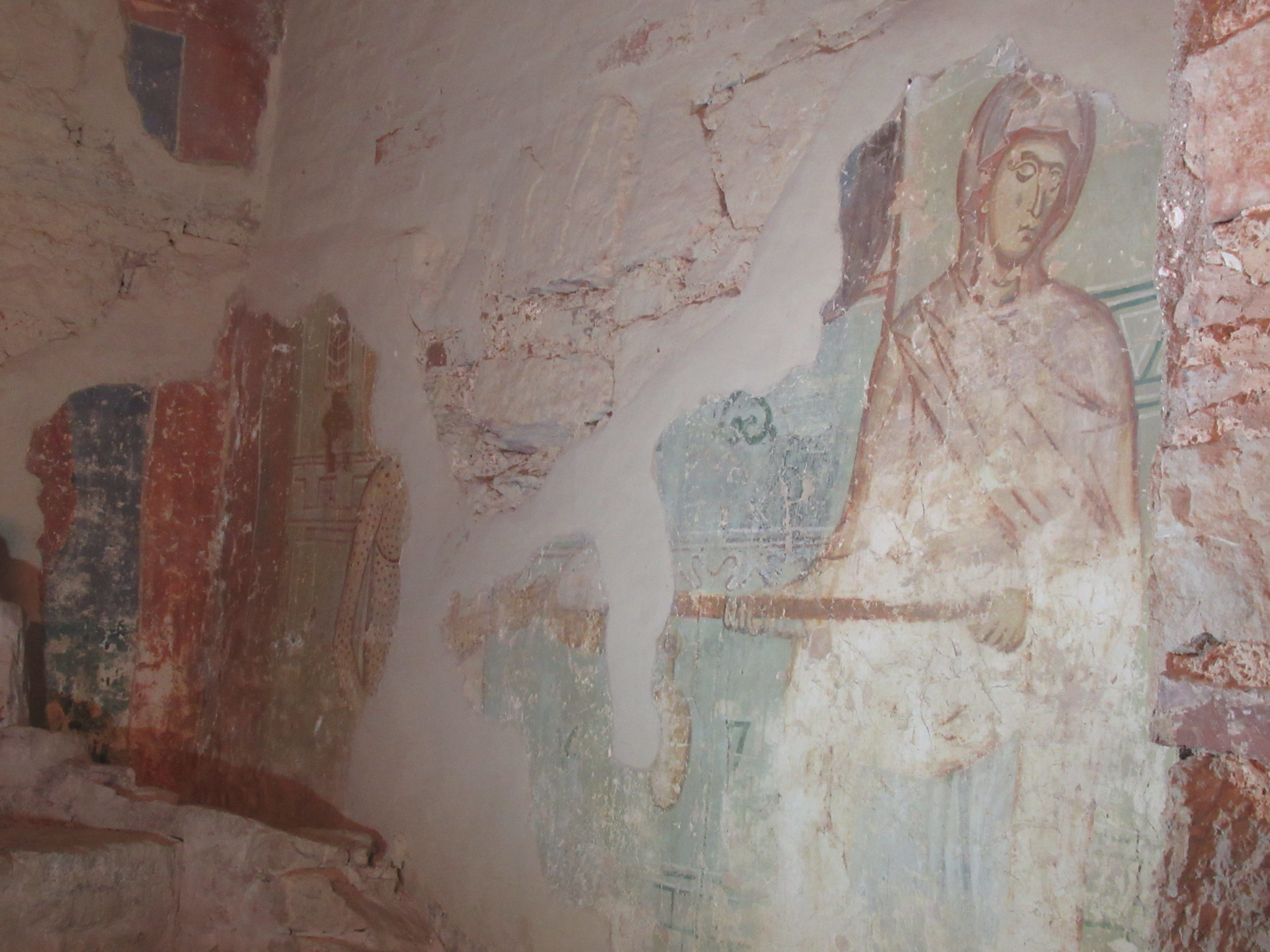
Иов на гноище. Фреска в подцерковье храма. После 1113

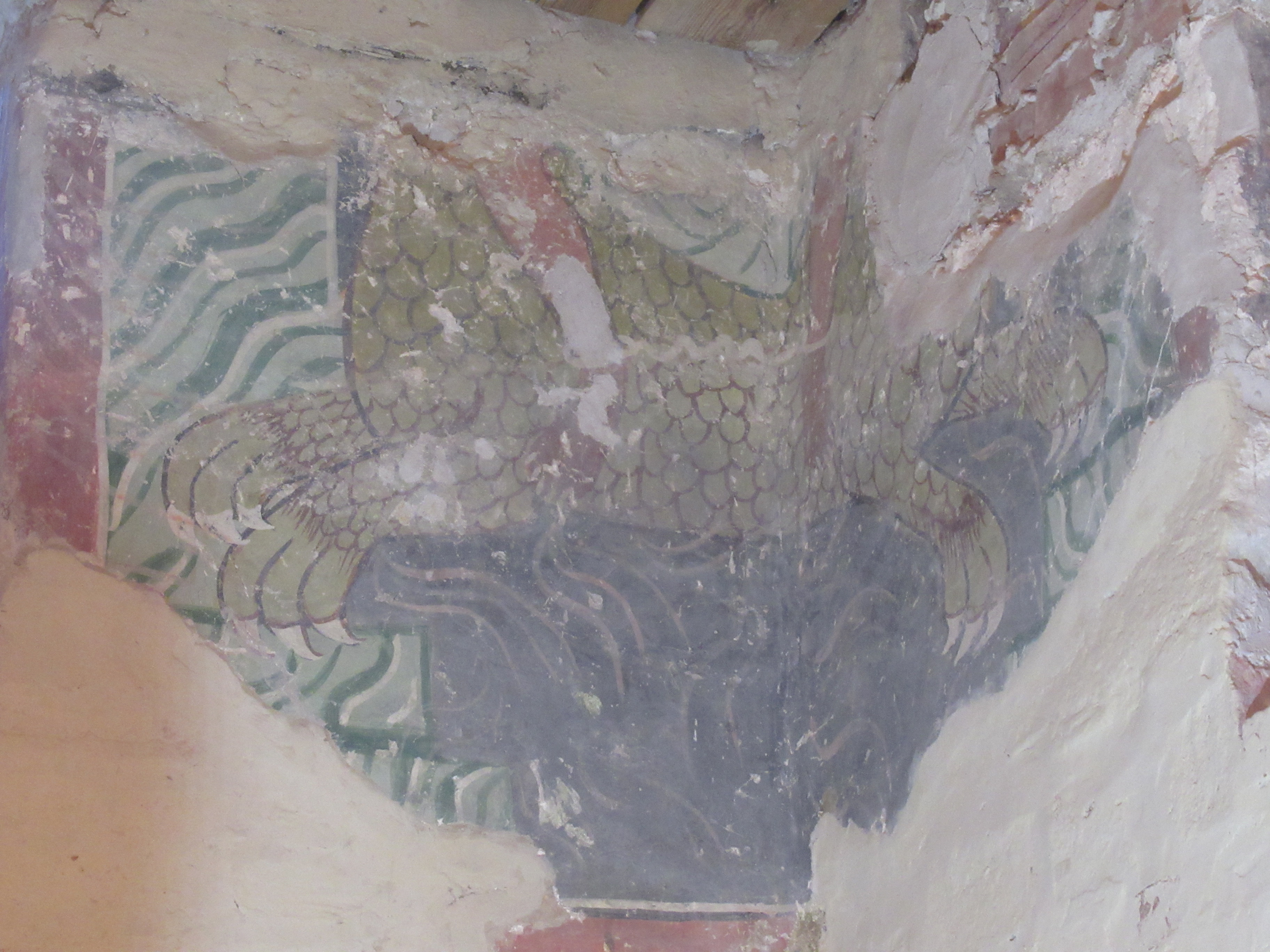
Сатана. Фрагмент сцены Страшного суда. Ок. 1120

Первоначальный облик Николо-Дворищенского собора изучался архитекторами и реставраторами на протяжении всего XX века.
В 1910—1913 годах исследователь Пётр Покрышкин нашёл под побелкой фрагменты стенописи первой половины XII века — «Иов на гноище» и «Страшный суд».
В 1930—х годах на Ярославовом дворище проводились археологические раскопки: в 1937—1938 годах — под руководством Александра Строкова, Владимира Богусевича и Бориса Мантейфеля; в 1938—1939 годах — под руководством Артемия Арциховского. В ходе исследований удалось определить глубину заложения и конструкцию фундаментов, обнаружить некоторые отличительные черты строительной техники храма.
В 1947 году под руководством архитектора Ю. Э. Крушельницкого определились первоначальные архитектурные формы собора — проёмы, порталы и декор фасада. Были найдены фрагменты древней росписи. С 1950 года исследованием Никольского собора занимался архитектор-реставратор Григорий Штендер. Итогом работы архитектора стал проект реконструкции первоначального облика собора. В 1969 году под руководством Михаила Каргера нашли часть утраченной каменной винтовой лестницы второй половины XII века.
В 1970-е годы Штендер продолжил заниматься исследованием собора. Архитектор изучал особенности строительной техники Никольского собора, организацию строительства. Это позволило определить высоту и форму утраченных малых глав собора. В 1980-х годах собор, пришедший в аварийное состояние, был закрыт для посетителей.
В 1994—1999 годах при финансировании Ганзейского союза нового времени была проведена повторная реставрация собора. Авторы проекта — группа новгородских инженеров и архитекторов под руководством Г. М. Штендера. В ходе реставрации были восстановлены пять малых глав собора и устроено медное позакомарное покрытие кровли. По завершении реставрации, в 2003 году, в здании собора открылась экспозиция, посвящённая его исследованию и реставрации.